# Паласьос, Антонио
Антонио Паласьос Ланса (исп. Antonio Palacios Lanza; род. 13 ноября 1952) — венесуэльский шахматист, международный мастер (1978).
Чемпион Венесуэлы (1976).
Многократный участник различных соревнований в составе национальной сборной по шахматам:
- 4 шахматные олимпиады (1976, 1980—1982, 1988). На 28-й олимпиаде (1988), играя на 2-й доске, завоевал серебряную медаль в индивидуальном зачёте.
- 2 командных чемпионата мира среди студентов (1976—1977).
- 2 командных чемпионата Легкоатлетической конфедерации Центральной Америки и стран Карибского бассейна[англ.] (1974—1975).

## Изменения рейтинга
| Графики недоступны из-за технических проблем. См. информацию на Фабрикаторе и на mediawiki.org. |